# Antiblemma pyralicolor
Antiblemma pyralicolor är en fjärilsart som beskrevs av Achille Guenée 1852. Antiblemma pyralicolor ingår i släktet Antiblemma och familjen nattflyn. Inga underarter finns listade i Catalogue of Life.